# Бжозово-Сольники
Бжозово-Сольники (пол. Brzozowo-Solniki) — село в Польщі, у гміні Посвентне Білостоцького повіту Підляського воєводства.
Населення — 57 осіб (2011).

## Демографія
Демографічна структура станом на 31 березня 2011 року:
|          | Загалом | Допрацездатний вік | Працездатний вік | Постпрацездатний вік |
| -------- | ------- | ------------------ | ---------------- | -------------------- |
| Чоловіки | 28      | 4                  | 21               | 3                    |
| Жінки    | 29      | 6                  | 14               | 9                    |
| Разом    | 57      | 10                 | 35               | 12                   |